# 애프터 버너 (비디오 게임)
《애프터 버너》(After Burner, アフターバーナー)는 세가가 제작한 1987년 비행 시뮬레이션 게임이다. 세가 AM2가 실개발을 맡았고 스즈키 유가 기획했다.
또한 세가 X 보드 기판으로 제작돼, 스프라이트 확대/축소 기능을 이용한 유사 3D 효과로 재현하고 게임과 연동되 움직이는 캐비넷으로 전투기 조정 감각을 재현했다.
처음 아케이드로 발매된 후, 1987년 10월 게임플레이 내용이 추가된 강화판 《애프터 버너 II》(After Burner II)가 발매됐다. 그 후 세가 마스터 시스템 및 메가 드라이브로 이식됐고, 각종 가정용 콘솔 및 컴퓨터로 이식판이 발매됐다.

## 평가
| 평가                                                                                               |                     |
| -------------------------------------------------------------------------------------------------- | ------------------- |
| 평론 점수 평론사 점수 IGN 5/10 (Mobile Phone) [ 3 ] MegaTech 90% [ 4 ] Compute's Guide 19/25 [ 5 ] |                     |
| 평론 점수                                                                                          |                     |
| 평론사                                                                                             | 점수                |
| IGN                                                                                                | 5/10 (Mobile Phone) |
| MegaTech                                                                                           | 90%                 |
| Compute's Guide                                                                                    | 19/25               |